# Zanthoxylum harrisii
Zanthoxylum harrisii es una especie de arbusto perteneciente a la familia de las rutáceas. Es nativa de Jamaica.  Está considera en peligro de extinción por la pérdida de hábitat. 
La especie se ha encontrado sólo en pequeñas cantidades en Jamaica en la parroquia de Portland. Las observaciones realizadas en la década de 1980 también indicó que pueden encontrarse en la parroquia de Clarendon,  en los bosques húmedos a 1.060 m de altitud.

## Taxonomía
Zanthoxylum harrisii fue descrita por P.Wilson ex Britton y publicado en Bulletin of the Torrey Botanical Club 48(12): 340, en el año 1921.
Sinonimia
- Zanthoxylum eliasii D.M.Porter[3]